# Лютеранське кладовище (Житомир)
Лютеранське кладовище у Житомирі — історичний цвинтар, розташований у західній частині міста поряд з Польським цвинтарем. Майже повністю знищене у 1976 році.

## Історія

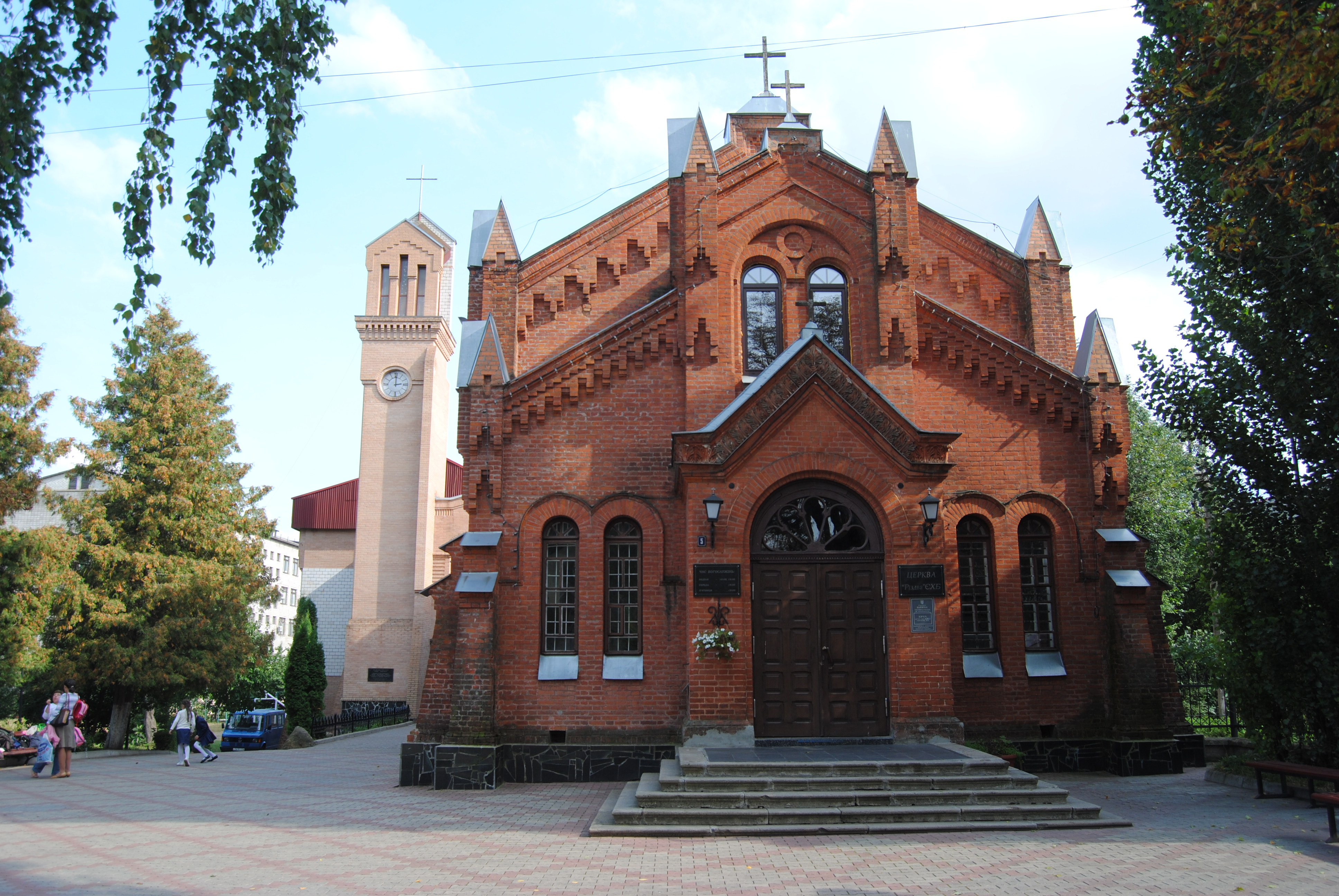
Лютеранська кірха, Житомир

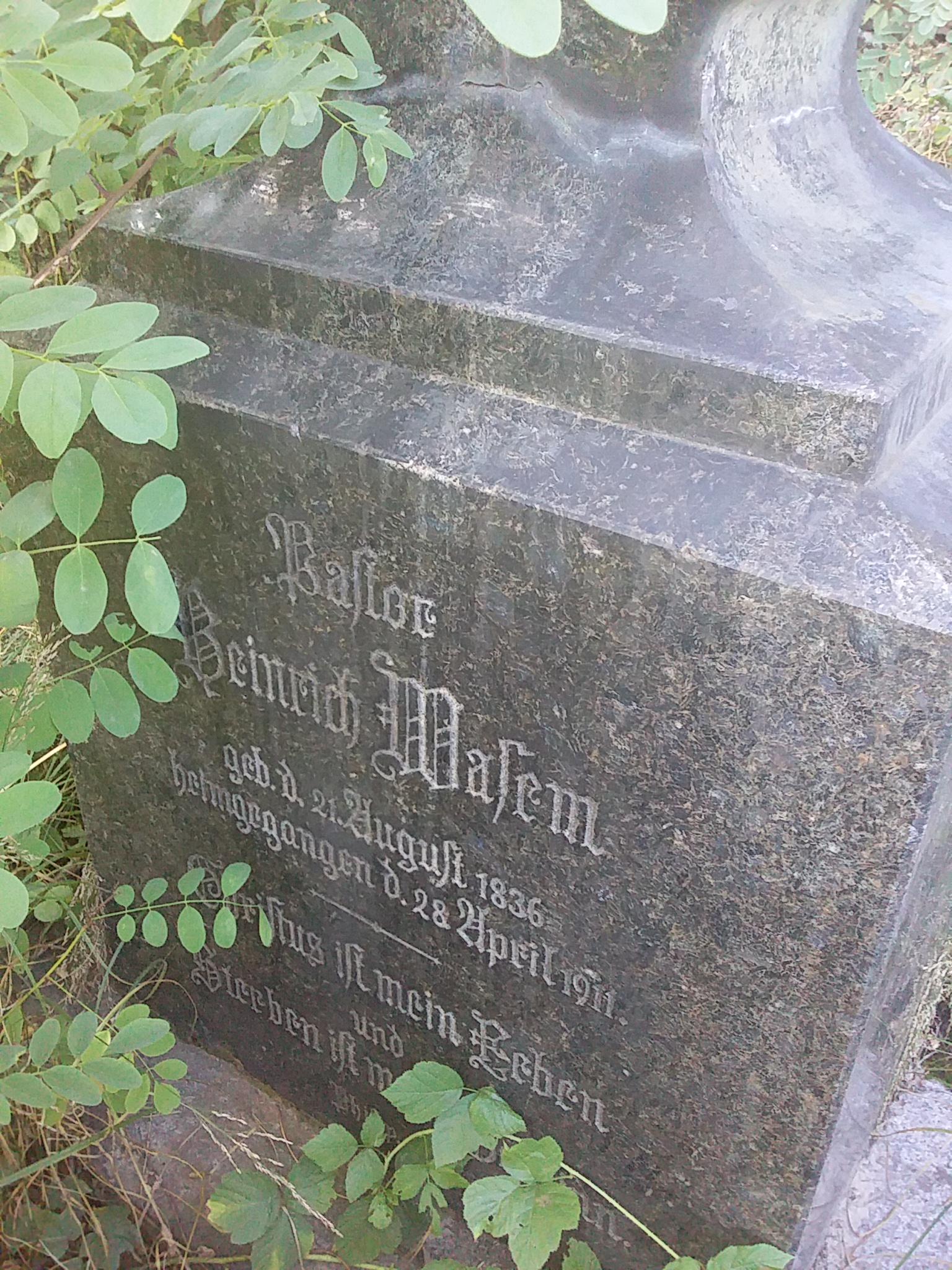
Поховання Генріха Вазема

Перша половина 19 ст. позначена появою некрополів нового типу: на зміну відносно невеликим і переповненим церковним кладовищам приходять цивільні цвинтарі, пристосовані до релігійних потреб міських громад різних конфесій міста. На цій хвилі виникло православне Російське, Католицьке (Польське) та Лютеранське кладовища.
У XVIII—XIX століттях багато німців переселилося на територію Волині. Основним заняттям їх були сільське господарство, лісництво і промисли. Поступово німці розселялися на південь і на схід, досягли і Житомира, де у 1801 році було створено другу на Волині лютеранську парафію, що підпорядковувалася Петербурзькій консисторії. У місті проживали, окрім німців, що мігрували із Заходу, численні німці російського походження, що працювали на посадах технологів, лікарів, будівельників, викладачів.
Релігійна громада мала свою церкву, що довгий час розміщувалася в одному з приватних будинків. У 1869 році пастором лютеранської громади на багато років став відомий релігійний діяч Генріх Вазем. При ньому у 1896 році побудовано і освячено приміщення кірхи (збереглася до нашого часу). Він був похований на Лютеранському цвинтарі, його могила збереглася.
Нині відомо, що кладовище було побудоване на поч. ХІХ ст. На плані 1888 року воно вже показане як існуюче.
Кладовище закрито для поховань у 1939 році. Рішенням виконавчого комітету Житомирської міської ради депутатів трудящих № 42 від 08.01.1976 р. «Про ліквідацію кладовища по провулку Метеорологічному, 62» передбачалася ліквідація кладовища та використання його території згідно з генеральним планом забудови міста. Згодом більша частина території кладовища була віддана під забудову гаражного кооперативу «Зоря».
Відповідно до розпорядження голови Житомирської облдержадміністрації № 623 від 23.11.2020 цвинтар занесено до Переліку об'єктів культурної спадщини.

## Поховані
- Єлизавета Москальова (до шлюбу фон Рейнке) — бабуся всесвітньо відомого піаніста Святослава Ріхтера.
- Генріх Нат — лікар, у його будинку деякий час проживав письменник О. Купрін (його сестра була одружена з сином Г. Ната).
- Ніколай Дуве — генерал від інфантерії.
- Іван де Шодуар — барон, меценат і художник. Напівзруйнований склеп зберігся, але місце поховання не відоме, оскільки у серпні 1919 року могила Івана Максиміліановича була порушена, а у його труні поховали більшовицького командира В. Боженка.[2][5]

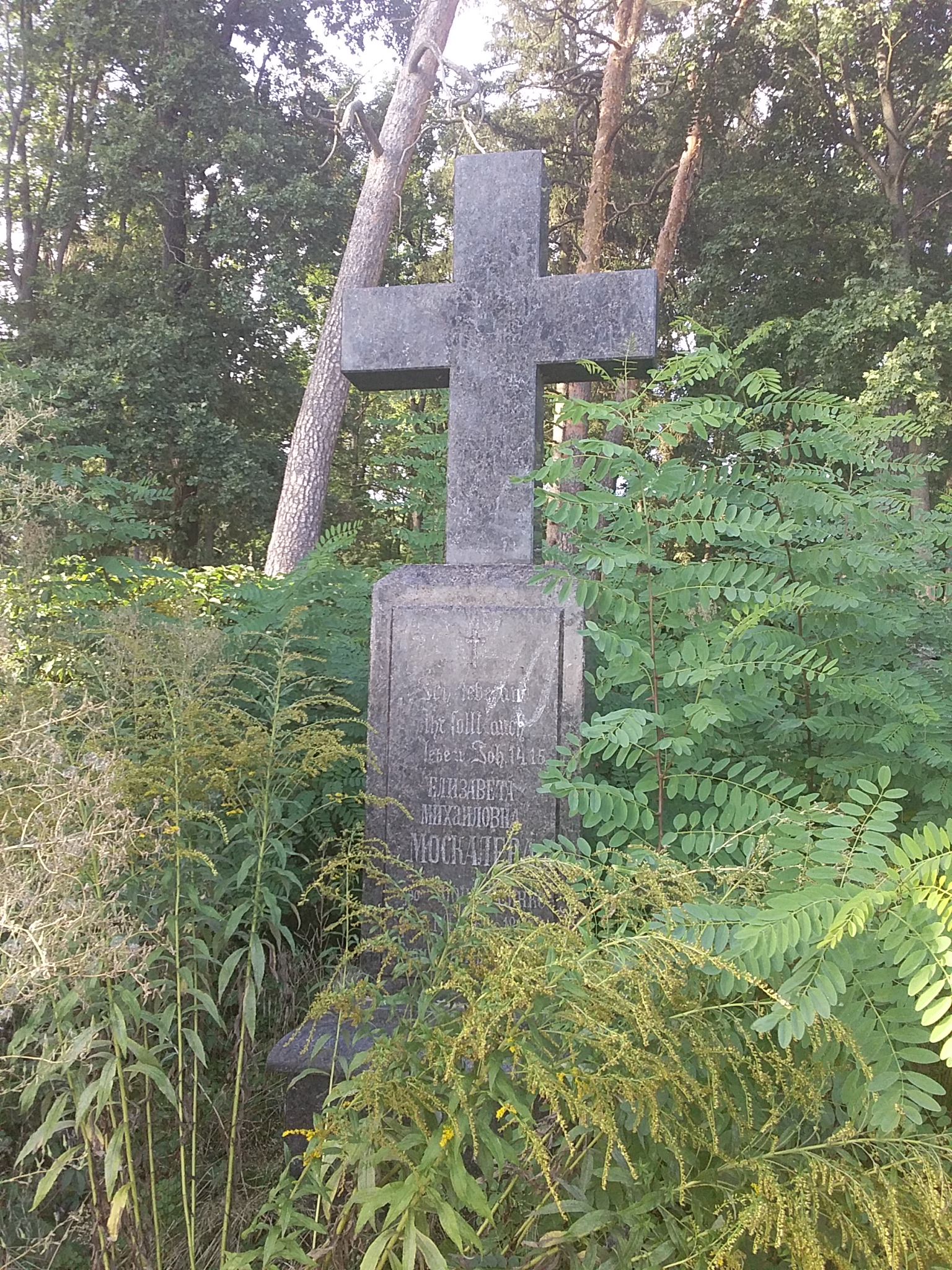
Поховання Єлизавети Москальової
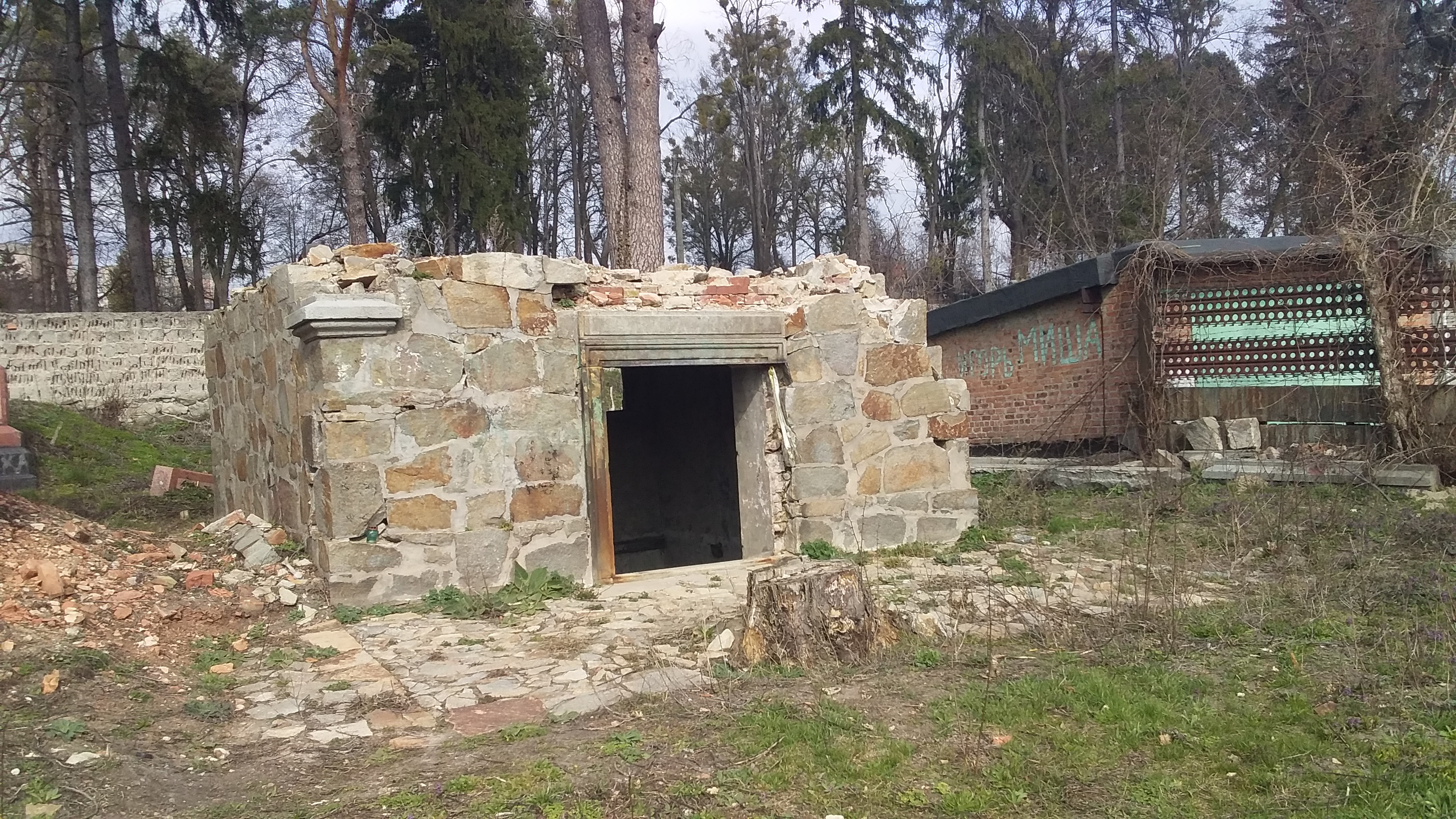
Залишки склепу барона де Шодуара
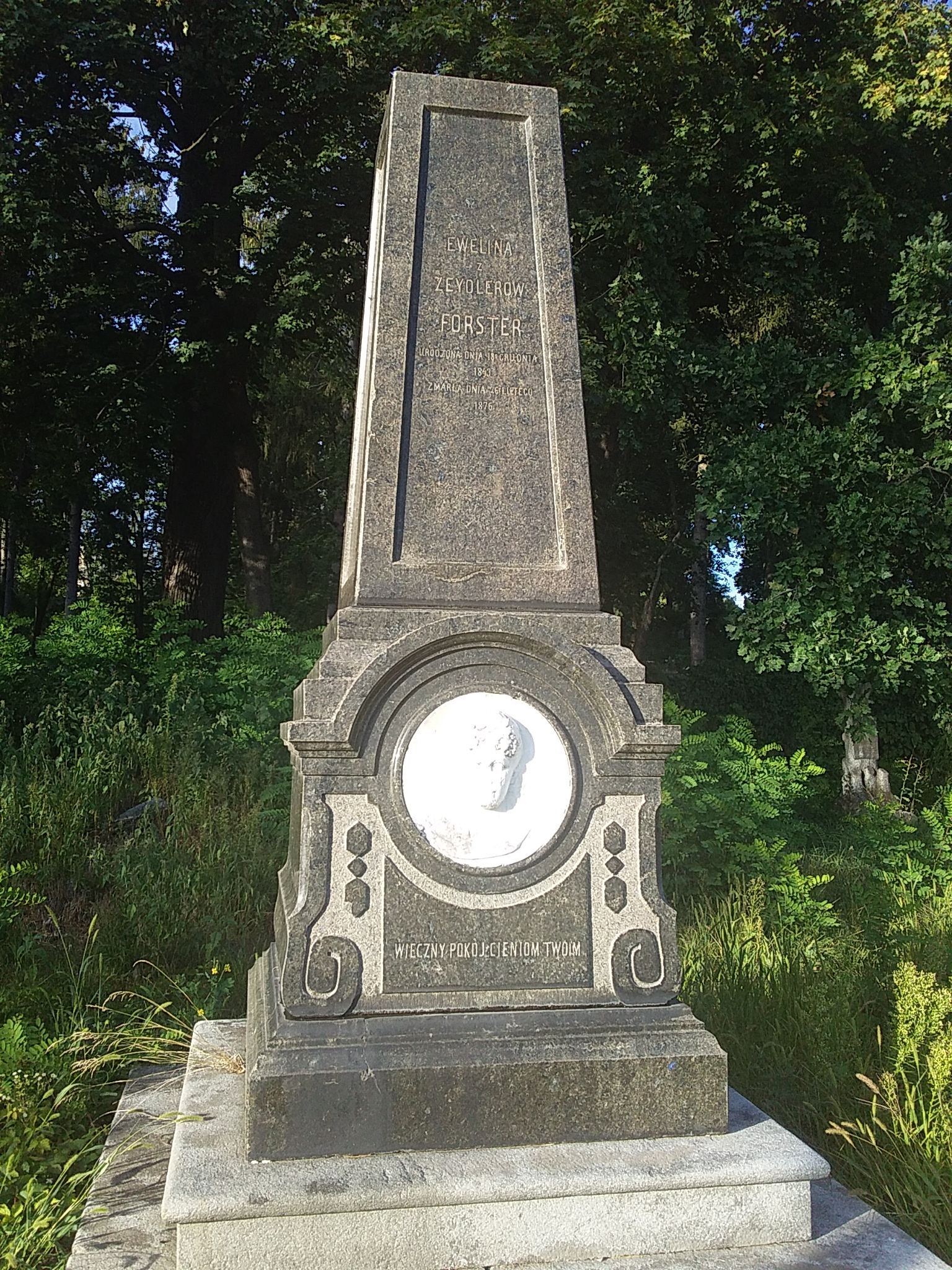
Поховання Евеліни Форстер
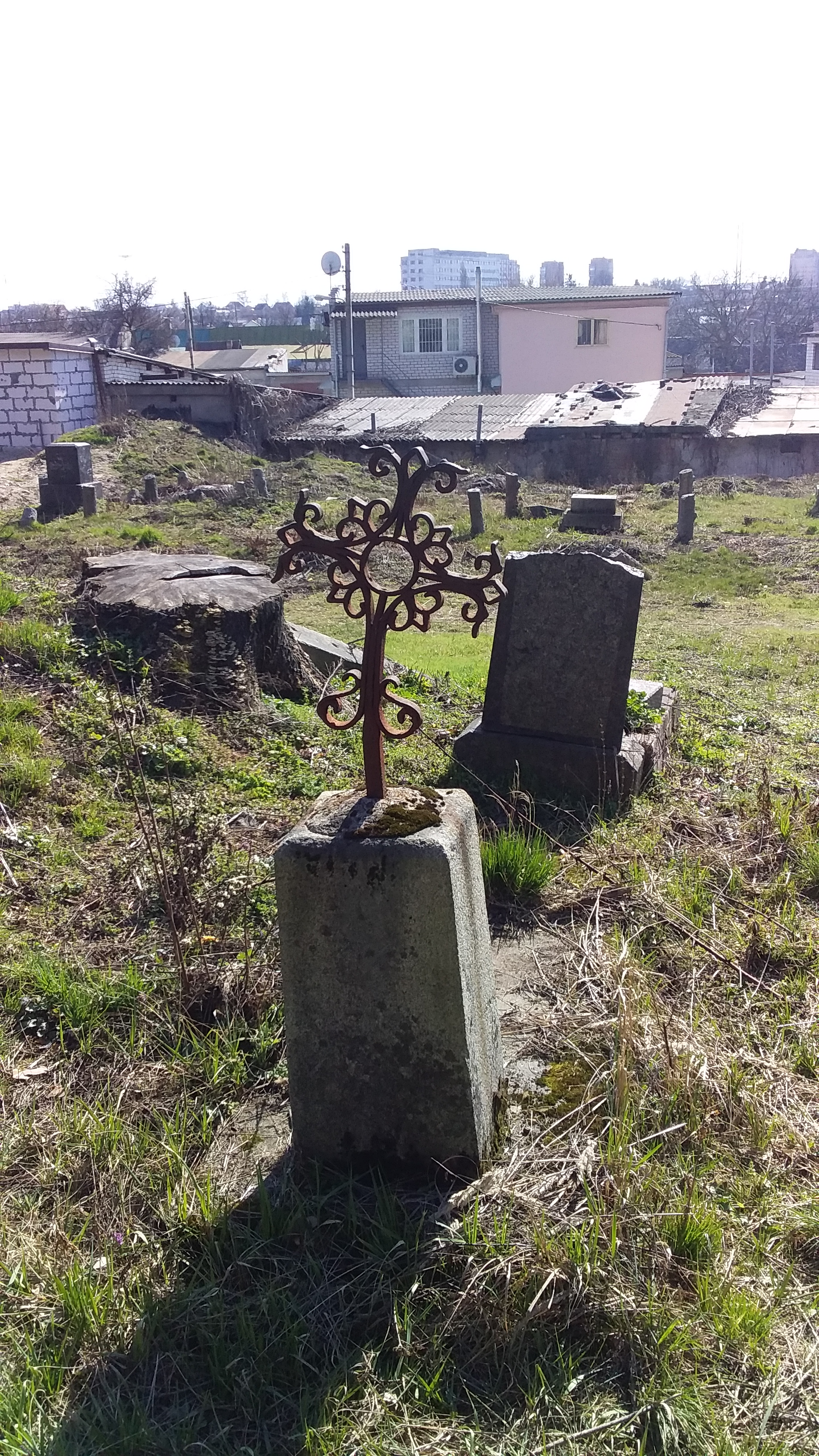
Лютеранське кладовище. Далі - гаражний кооператив
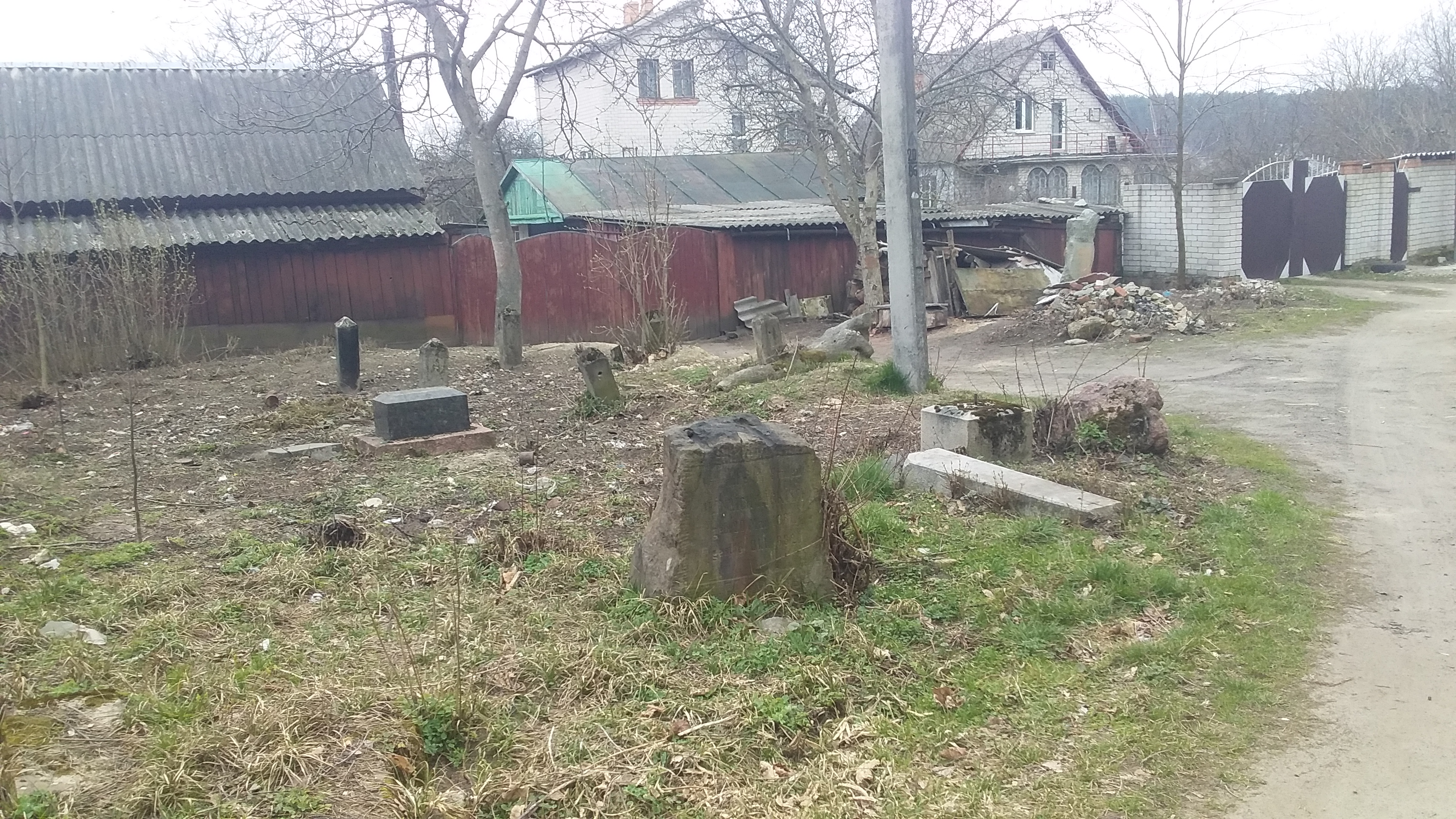
Поховання, що опинилися на забудованій території
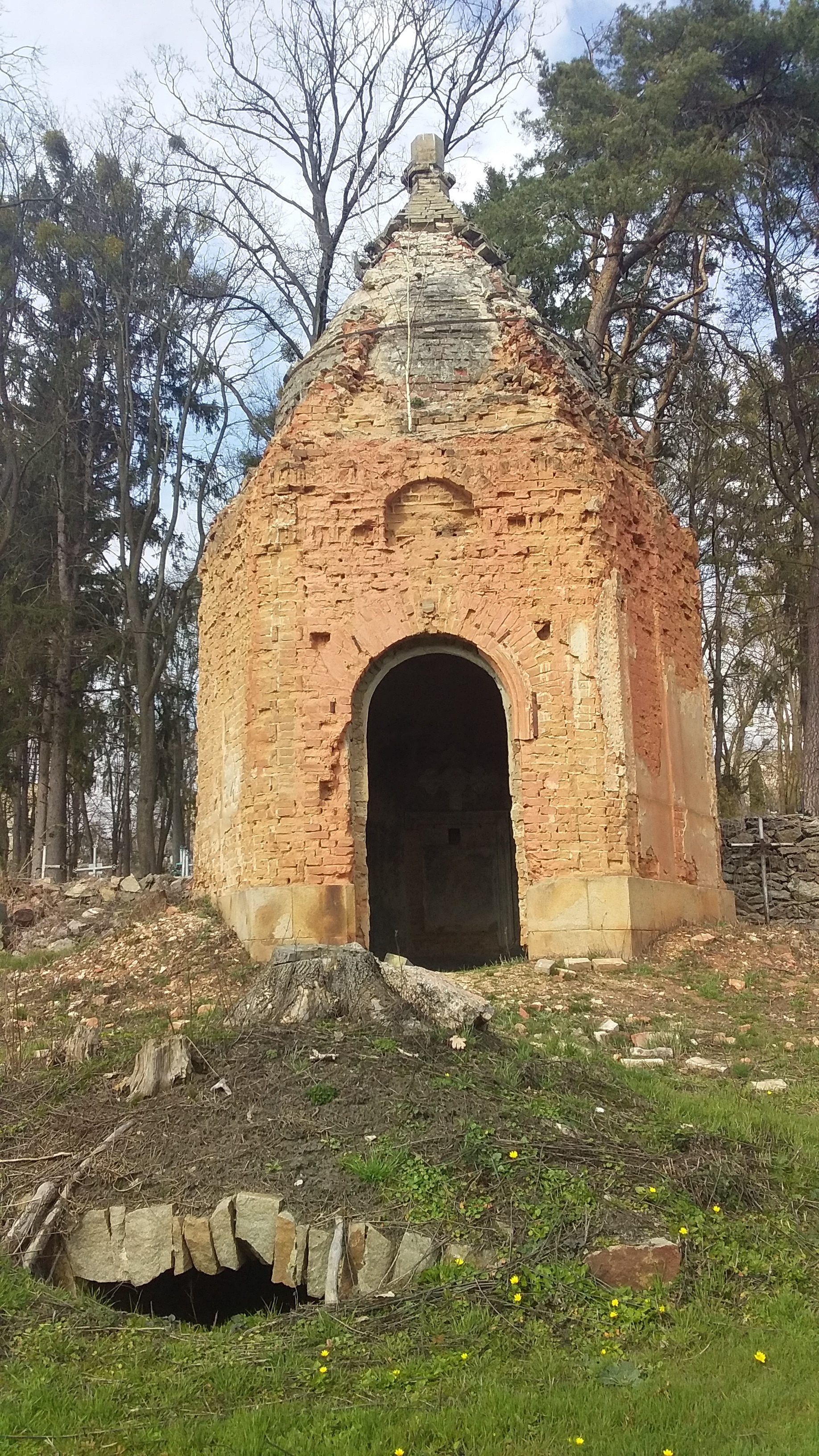
Зруйнований склеп